# Karl Friedrich Schenck
Karl Friedrich Schenck (* 1781 in Hilchenbach; † 2. Februar 1849 in Kreuztal) war ein deutscher Amtsvogt und Autor.
Schenck, als achtes von zehn Kindern des Fürstlich Nassau-Oranischen Rats und Amtmanns Joh. Heinrich Schenck geboren, studierte Rechtswissenschaften und Volkswirtschaft. Nach anfänglicher literarischer Tätigkeit erwarb er später ein Gut bei Weiden in Kreuztal und richtete dort 16 Morgen Wiese ein. Er gilt als der erste Verfasser eines Lehrbuchs über den praktischen Wiesenbau und war Herausgeber der im Wilhelm Friedrichs Verlag erschienenen Publikation Kritische Zeitschrift über Wiesenbau. Zudem verfasste er die erstmals 1820 im Verlag Vorländer und 1838 in einer zweiten Auflage erschienene „Statistik des vormaligen Fürstenthums Siegen“ sowie die erste deutsche Landschafts-Volkskunde.